# Rainci Donji
Rainci Donji är ett samhälle i Bosnien och Hercegovina.   Det ligger i entiteten Federationen Bosnien och Hercegovina, i den östra delen av landet, 80 km nordost om huvudstaden Sarajevo. Rainci Donji ligger 248 meter över havet och antalet invånare är 2 691.
Terrängen runt Rainci Donji är kuperad österut, men västerut är den platt. Runt Rainci Donji är det ganska tätbefolkat, med 67 invånare per kvadratkilometer.. Närmaste större samhälle är Tuzla, 15,6 km nordväst om Rainci Donji. 
I omgivningarna runt Rainci Donji växer i huvudsak lövfällande lövskog.